# Adam Niklewicz

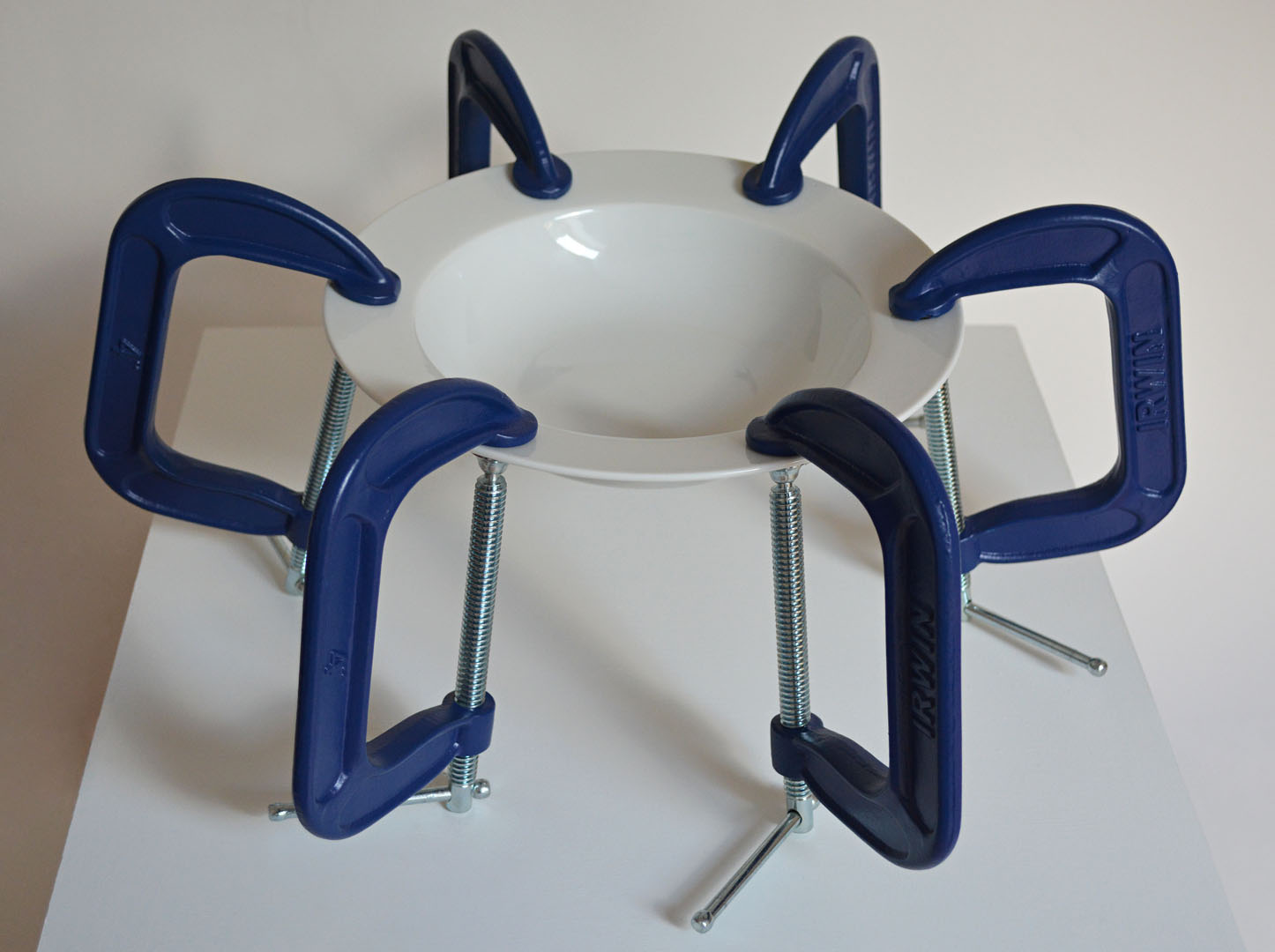
SZEŚĆ KUCHAREK, 2016 / imadła, talerz

Adam Niklewicz – amerykański artysta polskiego pochodzenia. W 1989 ukończył Washington University w St. Louis w stanie Missouri (BFA), a w 2006 – State University of New York w Purchase (MFA).
Wystawy w USA: Grounds for Sculpture, Hudson Valley Center for Contemporary Art, Real Art Ways, The New Britain Museum of American Art, Black & White Gallery, EBK Gallery, i inne.
Wystawy w Polsce: Galeria Sztuki Współczesnej w Opolu, warszawska Zachęta, BWA Galeria Zamojska, Galeria Rusz w Toruniu, i inne.

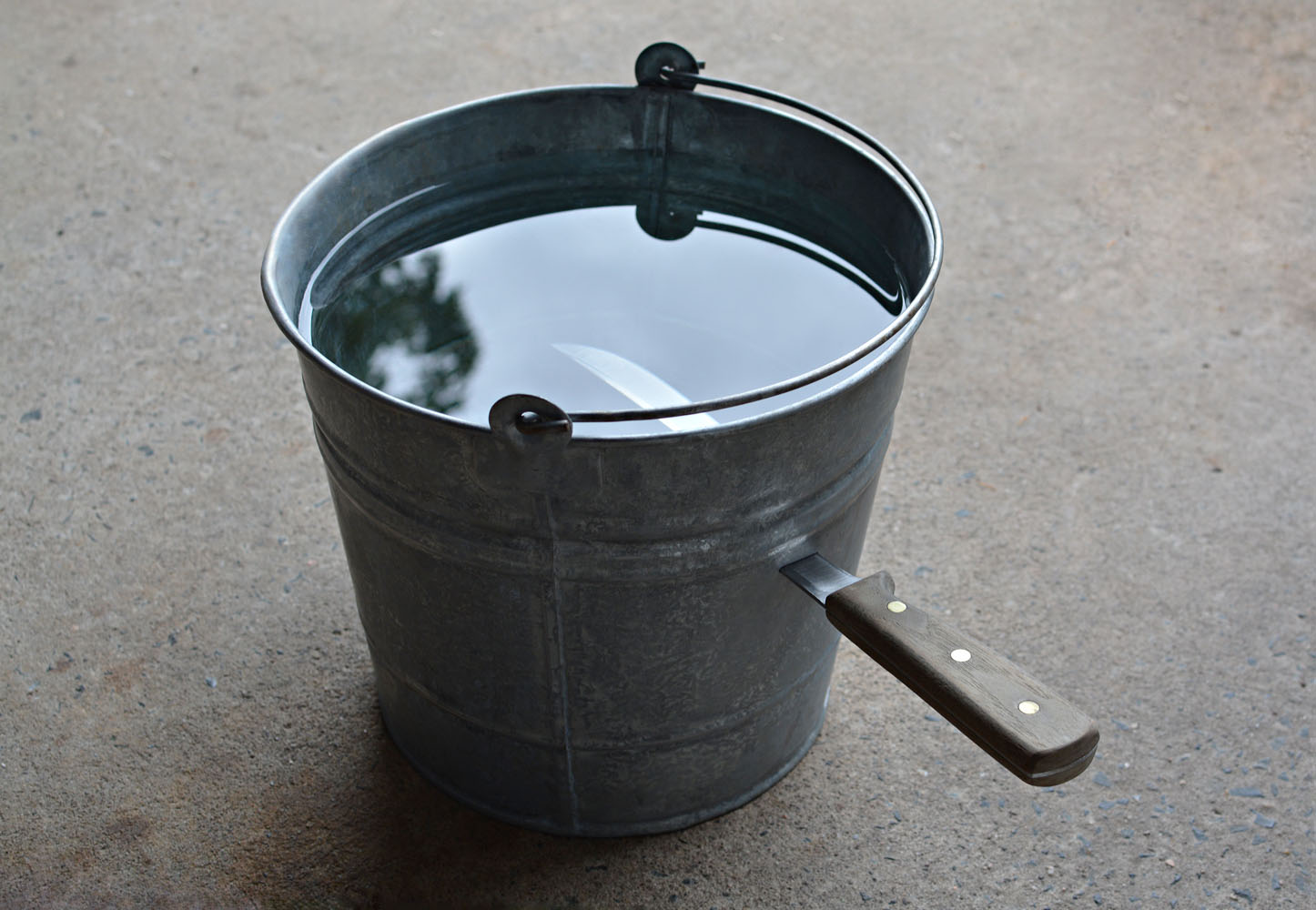
NOŻ W WODZIE, 2015 / wydruk

Wystawy poza granicami tych dwóch krajów: Hauptseite Galerie fur Landschaftskunst (Hamburg, Niemcy), Arte Laguna Prize, Nappe Arsenale Novissimo (Wenecja, Włochy), Galeria Sztuki Współczesnej JUMP (Połtawa, Ukraina), i inne.
O jego sztuce pisały w USA: ARTnews, CNN, Sculpture Magazine, Modern Painters Magazine, Art New England, The New York Times, i inne. A w Polsce: Artpunkt, Obieg, Exit, Format, i inne.

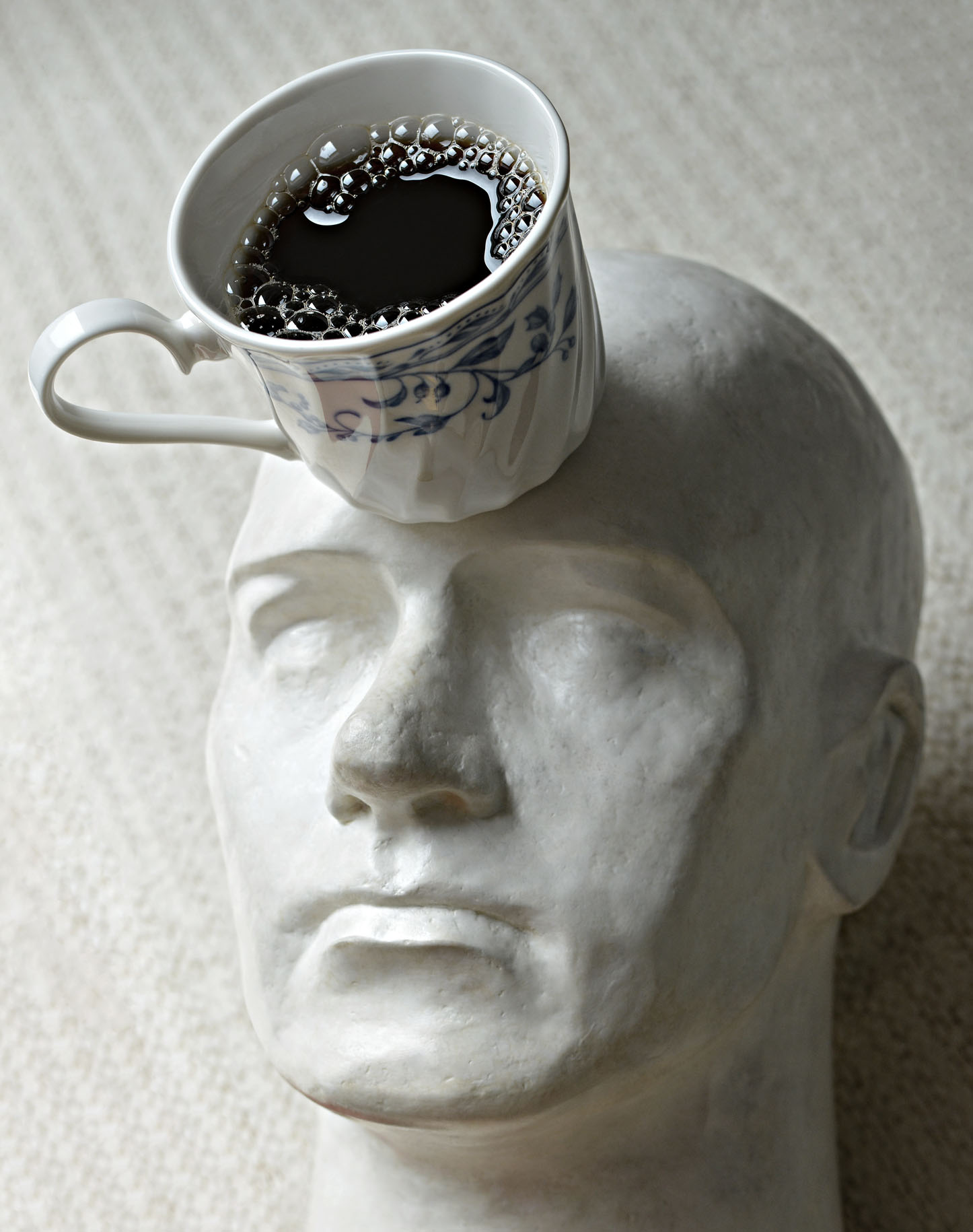
MYŚLICIEL, 2015/wydruk